# Jean-Paul Alata
Pour les articles homonymes, voir Alata (homonymie).
Jean-Paul Alata (17 aout 1924 - septembre 1978) est un guinéen d'origine française, membre de l'administration d'Ahmed Sékou Touré avant d’être envoyé au Camp Boiro puis d’être expulsé,.

## Enfance et éducation

### Enfance
Alata est né à Brazzaville d'un père officier dans l'armée coloniale, et il fera plusieurs séjours au Congo, au Liban et en Syrie.
À la mort de ce dernier, il sera élevé par sa belle-mère à la "Ferme Alata" située à Foulakary, près de Brazzaville, qui abritait, en plus d'un élevage, une salle de réceptions ainsi qu'un cabinet de curiosités contenant des fœtus humains et animaux.

### Études
Alata est étudiant en droit à Paris, résistant et il songera à entrer dans l'École militaire interarmes avant de démissionner et d'entrer aux Trésoreries d'Outre-Mer à Saint-Louis, au Sénégal.

## Vie politique

### Activisme
Au Sénégal, il militera successivement dans le RPF, la SFIO et en même temps à FO.
En mai 1955, après dix ans au Sénégal, il est muté en Guinée comme payeur-chef de service, où il se rapproche d'Ahmed Sékou Touré, qu'il avait rencontré deux ou trois ans auparavant, et travaille avec lui dans le cadre de la section africaine de la Confédération générale du travail (CGTA),
Démissionnant de la fonction publique après avoir été menacé de révocation, il devint expert-comptable.
Après l'indépendance de 1958, pour laquelle il milite, devenant l'un des rares Européens à le faire; parallèlement à cela, il crée une société de pêche, la "Société des Pêcheries guinéennes."

### Carrière politique en Guinée
En 1960, à l'invitation de son ami Touré, il vend son affaire et occupera plusieurs postes économiques importants dans l'état guinéen: inspecteur des affaires administratives et financières à la présidence puis, après 1963, des postes dans des cabinets ministériels; parallèlement à ces activités, il enseigne la comptabilité et l'économie politique à l'Institut Polytechnique Gamal Abdel Nasser de Conakry.
Un décret publié 23 aout 1960 lui accorde la nationalité guinéenne; le 19 juin 1962, Alata est déchu de la nationalité française à la suite de plusieurs initiatives dirigées contre la France, telle qu'une proposition d'intervention aux côtés du FLN au cours de la guerre d'Algérie,,.
Dans ses attributions dans l'économie, il se fait beaucoup d'ennemis en menant une lutte implacable contre la corruption et les corrompus.
Le 6 novembre 1969 il se marie coutumièrement avec Ténin Kanté, professeur de sport; ce mariage n'aura jamais d'existence légale.
Lors de l'opération Mer Verte, le 22 novembre 1970, il se bat à Conakry II aux côtés de Diop Alassane contre les troupes portugaises venues de Guinée portugaise pour combattre contre le PAIGC.

## Détenu à Boiro

### Arrestation
Le 11 janvier 1971, Alata fut arrêté et accusé d’être un participant à un complot impliquant le SDECE, la CIA et un réseau nommé "SS-Nazi" dans le cadre de l'opération Mer Verte; quelques mois après, il apprend qu'il a été condamné à la prison à vie par un jugement du 25 janvier 1971; ce même jugement le condamne à la perte de la nationalité guinéenne,.

### Vie au camp
Durant sa détention, il est victime de tortures, notamment à l'électricité, et de brimades de la part de ses gardiens; durant son séjour à Boiro, il est interrogé, comme les autres détenus, par une commission d’enquête et menacé de retour à la "cabine technique" ou de représailles à l'encontre de sa famille en cas d'aveux jugés non-satisfaisants, l'obligeant à dénoncer des gens ou à signer une liste de 'traitres" préparée par cette commission.
Il fut contraint d'aider aux travaux de cette commission, notamment en remettant en forme certaine de ces aveux,; Sékou Touré, sachant jouer sur la fidélité de la plupart de ses victimes, ainsi que sur la volonté de certains de voir leurs familles, fait appel à leur dévouement patriotique et idéologique, et Alata ne fait pas exception.
Le 7 aout 1971, sa femme coutumière Tenin accouche de son fils, que le président nomme Ahmed Sékou Alata.

### Libération
Il sera finalement libéré le 14 juillet 1975 après intervention d'André Lewin, alors ambassadeur de France en Guinée; durant le vol de retour à Paris, à bord d'un avion de la Sabena, il manque d’être frappé par ses anciens co-détenus qui ne lui ont pas pardonné d'avoir été un apparatchik du régime.
Les conditions de détention, telles que les coups, la torture et la sous-alimentation ont laissé des traces: pesant 96 kg à l'entrée, il a perdu 35 kg cinq ans après; de plus, il a perdu dix dents, est presque paralysé et souffre de paralysie partielle.

## Exil et mort

### À Paris: l'"affaire Alata"
De retour à Paris, il écrit Prison d'Afrique, où il décrit les cinquante-deux mois passés à Boiro, malgré le fait que son ancien codétenu, en tant que chargé de la représentation des prisonniers pour l'Association des familles des prisonniers politiques français en Guinée, lui ait demandé de surseoir à la publication afin de ne pas empêcher la libération de quatre Français encore prisonniers.
Dans le but d'améliorer les relations diplomatiques entre la France et la Guinée , il a été pris la décision d'interdire ce livre le 21 octobre 1976 en faisant appel aux dispositions légales qui autorisaient l'interdiction d'ouvrages de provenance étrangère en invoquant le fait que l'auteur n’était plus français depuis 1962 et était apatride depuis 1971,.
Malgré cela, le livre est publié partiellement dans la revue Africa et est traduit en portugais et en anglais.
Pour gagner sa vie, Alata collabora à plusieurs revues sur l'Afrique.
Sékou Touré demandera publiquement l'extradition d'Alata et enverra le 11 juin 1977 une lettre à Giscard d'Estaing, qui lui répondit le 6 juillet 1977 qu'Alata avait quitté la France et qu'il serait refoulé s'il essayait d'entrer sur le territoire national.
Ce livre sera finalement autorisé le 9 juillet 1982.

### En Côte-d'Ivoire
Alata va s'installer en Côte d'Ivoire, à Treichville, où il meurt, début septembre 1978 d'un infarctus du myocarde, bien que des opposants aient accusé Sékou Touré d'avoir procédé à un empoisonnement avec la complicité (forcée?) de son épouse.